# Sophrops hauseri
Sophrops hauseri är en skalbaggsart som beskrevs av Vladimir Balthasar 1932. Sophrops hauseri ingår i släktet Sophrops och familjen Melolonthidae. Inga underarter finns listade i Catalogue of Life.